# Самсонов, Евгений Иванович
Евге́ний Ива́нович Самсо́нов (8 декабря 1926, Иркутск — 23 июня 2018, Москва) — советский и российский живописец. Народный художник РСФСР (1981). Заслуженный художник РСФСР (1963). Член союза художников СССР (1954). Председатель правления МООСХ (1976—1989). Серебряная медаль Академии художеств СССР (1987).

## Биография
Евгений Иванович Самсонов родился 8 декабря 1926 года в Иркутске. Учился в Московском архитектурном институте и Государственном художественном институте им. В. И. Сурикова.
Начало творческой работы с 1950 года. Член союза художников СССР с 1954 года. Заслуженный художник РСФСР (1963).
Народный художник РСФСР (1981).
С 1960 года неоднократно избирался членом правления МООСХ , Союза художников РСФСР и союза художников СССР.
1976—1989 председатель правления МООСХ , секретарь правления Союза художников РСФСР.
Художник широкого творческого диапазона, признанный мастер тематической картины. Участник многих всесоюзных и республиканских выставок.
Участник всемирной выставки в Венеции (Биеннале 1958). Персональные выставки в Москве (1963, 1974, 1976, 1986, 1996, 2003, 2007)
Персональная выставка Ленинград (1969). Персональная выставка София (1978). В 1987 году удостоен серебряной медали Академии художеств СССР за триптих «В начале эры» и картину «Песни Красных».
Работы находятся в Государственной Третьяковской галерее, в Центральном музее вооружённых сил, в Нарофоминском историко-художественном музее, в Саратовском художественном музее имени Радищева, в Мордовской картинной галерее имени Сычкова, во Владимирской, Тамбовской, Брянской, Серпуховской, Омской картинных галереях, в художественной галерее Комсомольска-на-Амуре, а также в частных собраниях в России, Великобритании, Франции, Германии, Японии, Испании, Болгарии, Египте, Италии, Чехии, Китае, Южной Корее.
Творческие поездки: на стройки Восточной Сибири (1956), на Байкал (1959), в Мордовию (1962—1964), в ГДР (1963), в Венгрию (1975), в Болгарию (1976, 1978).
Евгений Иванович Самсонов умер 23 июня 2018 года в Москве. Похоронен в Москве на Ваганьковском кладбище, в колумбарии.

## Творчество

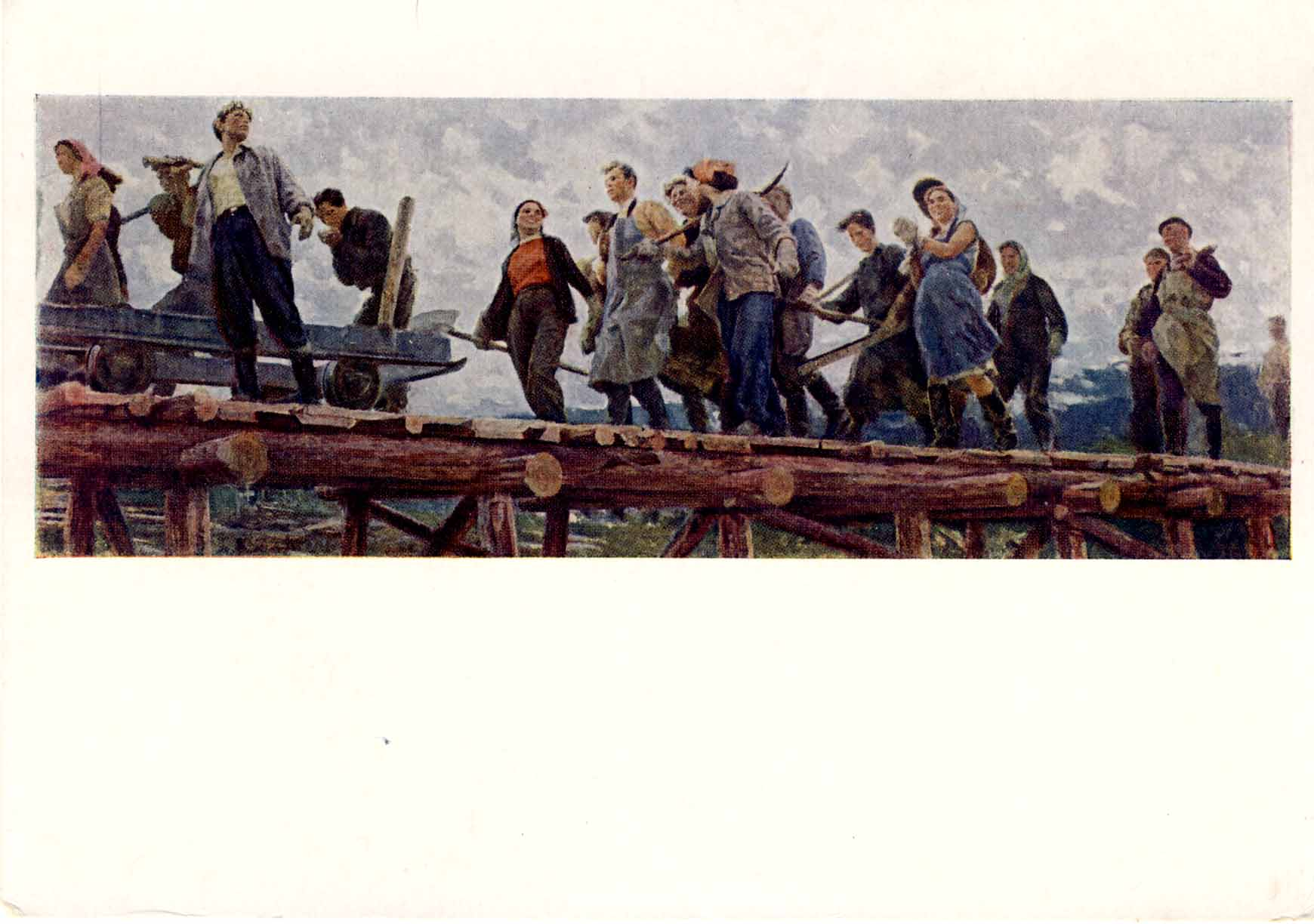
Открытка. Издательство Москва « Советский художник» 1958 год художник Е. И. Самсонов Смена идёт.

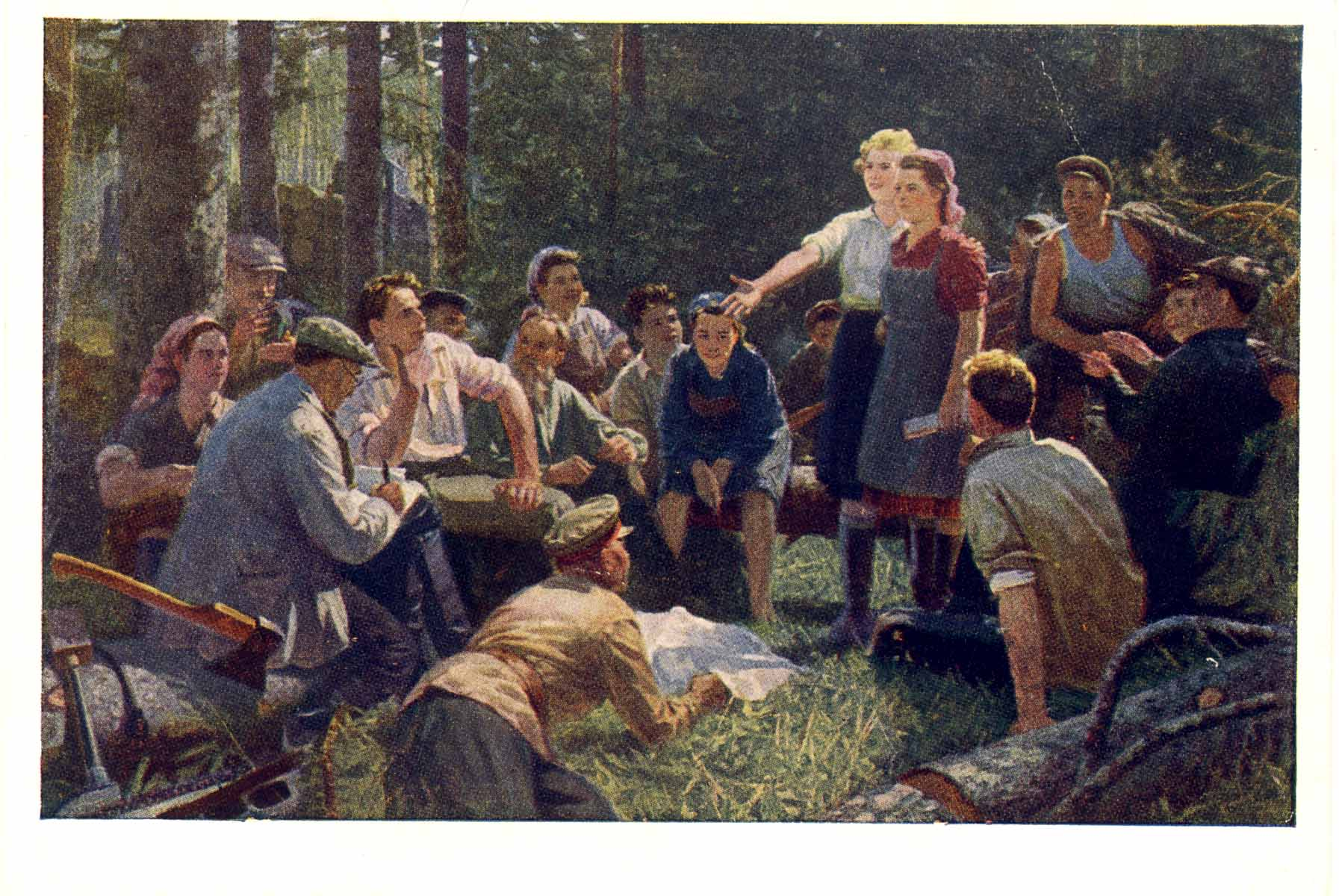
Открытка. Издательство Москва " Советский художник " 1954 год художник Е. И. Самсонов Вызов на соцсоревнование

Главную роль в формировании творчества Евгения Самсонова сыграло время, в котором ему довелось жить. Великая Отечественная война, послевоенное трудовое время, созидательный мирный труд советских людей и отец, который был кадровым военным, погибшим в 1944 году , освобождая Ленинград.
Все творчество художника можно разделить на несколько основных циклов : историко-революционные картины, тема труда, портреты современников, пейзажи и самый обширный цикл — картины, посвященные Великой Отечественной войне, теме вооружённых сил. Главный герой всех произведений живописца — это народ. Евгений Самсонов в первую очередь уделял внимание раскрытию психологического состояния людей, их героизма и любви к Родине.
Красота русской природы, ее величие нашли свое отражение в пейзажах живописца. Где бы ни писал он свои произведения : на Академической даче, на Урале, в Сибири, в Ярославской области в деревне Буково на реке Нерли — в них чувствуется современное восприятие жизни, любовь к вечной красоте родной земли.
Евгений Самсонов всегда был разносторонне развитым человеком, так же является автором автобиографического романа «Мираж души». Художник попытался в форме романа выразить ту зависимость творческой личности от общественных коллизий и житейских перипетий, которые неминуемо подавляют истинный талант, превращая его в жертву времени.

## Основные произведения
" Подвиг Александра Матросова ", «Вызов на соцсоревнование», "Смена идёт ", " На земле Красной ", триптих " В начале эры ", «Перед лицом народа», мордовский цикл работ 1962—1964 годы — « В самолете», триптих « Мордовские песни», портреты колхозников, серия работ « Народная архитектура», триптих " Партизанские тропы ", " Клятва партизан ", « За каждую пядь», «Людоеды XX века», « За правое дело», « В партизаны», «Рыцари труда», " Накипь ", " В пути ", « Подвиг подольских курсантов», « Есть на Волге утёс», « Отец. Эшелоны 1941 года», "Игрища землян ", « Конец землян», "Юность отцов ", "Призраки войны ", " Перед бурей ", « Реквием», " В. И. Ленин с крестьянами ", « Памяти вождей пролетариата», «Лето в деревне», цикл работ " Болгарские пейзажи " (1976—1980), цикл работ " Пейзажи Ярославской земли " (1970—2013).

## Награды
- Народный художник РСФСР (1981)
- Заслуженный художник РСФСР (1963)
- Кавалер орденов " Трудового Красного Знамени " (1967, 1976 , 1986)
- Серебряная медаль Академии художеств СССР (1987)
- Юбилейная медаль " За доблестный труд " (1970)
- Медаль « Ветеран труда» (1986)
- Почётная грамота Верховного Совета РСФСР (1965)
- Почётная грамота Совета Министров РСФСР (1977)